# Zuidelijke alligatorhagedis
De zuidelijke alligatorhagedis (Elgaria multicarinata) is een hagedis uit de familie hazelwormen (Anguidae).

## Naamgeving en indeling
De wetenschappelijke naam van de soort werd voor het eerst voorgesteld door Henri Marie Ducrotay de Blainville in 1835. Oorspronkelijk werd de wetenschappelijke naam Cordylus (Gerhonotus) multi-carinatus gebruikt. De hagedis werd lange tijd tot het geslacht van de alligatorhagedissen (Gerrhonotus) gerekend. Hierdoor is de soort in veel literatuur bekend onder de verouderde wetenschappelijke naam Gerrhonotus multicarinatus.

### Ondersoorten
De zuidelijke alligatorhagedis kent vijf ondersoorten, die onder andere verschillen in uiterlijk en verspreidingsgebied. De ondersoorten zijn in de onderstaande tabel weergegeven.
| Naam                              | Auteur             | Verspreidingsgebied                                   |
| --------------------------------- | ------------------ | ----------------------------------------------------- |
| Elgaria multicarinata ignava      | Van Denburgh, 1905 | Mexico (Baja California, alleen Isla San Martín)      |
| Elgaria multicarinata             | Blainville, 1835   | De rest van het verspreidingsgebied.                  |
| Elgaria multicarinata nana        | Fitch, 1934        | Mexico (Baja California, alleen Los Coronados Island) |
| Elgaria multicarinata scincicauda | Skilton, 1849      | Verenigde Staten (Oregon)                             |
| Elgaria multicarinata webbii      | Baird, 1858        | Verenigde Staten (Oregon), Mexico (Baja California)   |

## Verspreiding en habitat
De zuidelijke alligatorhagedis komt voor in delen van Noord-Amerika en leeft in de landen Mexico en de Verenigde Staten. In Mexico komt de soort alleen voor in de staat Baja California en in de VS is de soort aangetroffen in de staten Californië, Nevada, Oregon en Washington.
De habitat is variabel, variërend van droge, rotsige omgevingen tot graslanden en bossen. De hagedis wordt vaak aangetroffen in meer vochtige omgevingen zoals langs stromende wateren. Ook in gebieden die sterk door de mens zijn aangepast is de alligatorhagedis te vinden, zoals afvalhopen.
Door de internationale natuurbeschermingsorganisatie IUCN is de beschermingsstatus 'veilig' toegewezen (Least Concern of LC). Om te voorkomen dat de soort bedreigd wordt, is de hagedis beschermd en mag niet meer worden gedood of gevangen. Vanwege het opmerkelijke uiterlijk van de mini-krokodil is deze soort populair in de handel in exotische dieren.

## Uiterlijke kenmerken

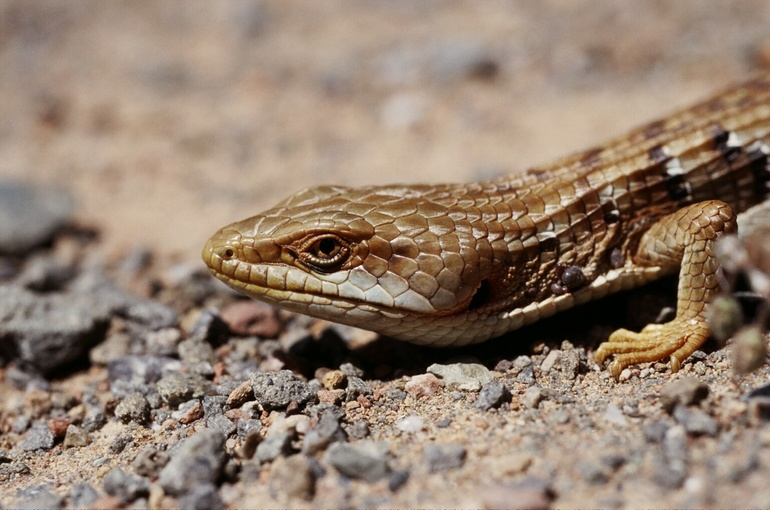
Kop van de hagedis.

Deze hagedis lijkt enigszins op een uitgerekte krokodil vanwege het langgerekte lichaam, lange kop en met name de zeer grove schubben en tekening van de rug. De lichaamslengte inclusief de staart bedraagt ongeveer 25 tot 45 centimeter. De kleur is meestal donkerbruin tot bijna zwart. Jongere dieren zijn lichter tot beige van kleur. De meeste exemplaren hebben een bruine lichaamskleur met een afstekende zwarte, witomzoomde dwarsbanden aan de bovenzijde van het lichaam.
De poten zijn goed ontwikkeld en dragen vijf tenen en vingers. De staart is langer dan het lichaam en is zeer beweeglijk. De staart wordt gebruikt als een extra grijporgaan en kan om een tak gekruld worden om het lichaam te ankeren.

## Levenswijze
De zuidelijke alligatorhagedis is een dagactieve soort die van droge, open en vooral zonnige plekken houdt. De ondergrond moet bedekt zijn met een strooisellaag of veel kruidachtige vegetatie waar het dier zich onder kan verstoppen. Het is een typische bodembewoner die slechts af en toe in bomen en struiken klimt.
Op het menu staan voornamelijk insecten en andere ongewervelden zoals schorpioenen, soms worden kleine gewervelde dieren gegeten. Ook de beruchte zwarte weduwe (Latrodectus mactans) staat op het menu.
De voortplanting vindt plaats in de zomer. De vrouwtjes zetten eieren af op de bodem, ze produceren meerdere legsels per seizoen. In de regel worden ongeveer twaalf eieren afgezet per nest, maar het aantal eieren kan tot veertig stuks bedragen.